# Кононов, Алексей Маркович
Алексей Маркович Кононов (род. 6 июня 1960 года, Саратов) — российский марафонец и бегун на длинные дистанции.

## Карьера
Занимаясь спортом в институте, получил I разряд по лыжным гонкам. В 28 лет начал бегать сверхмарафон.

### Выступления на соревнованиях

#### Чемпионаты мира и Европы
Чемпион Европы по бегу на 100 км 1997 года в личном и командном зачёте. Чемпион мира по бегу на 100 км 1993 года в командном зачёте. Семь лет в сборной.

#### Международные соревнования
В 1992 и 1993 году завоевал серебро на стокилометровом сверхмарафоне «Кантабрия» Испания, а в 1994 бронзу. Шестикратный победитель горной сотни «дель Пассаторе» в Италии (1993, 1994, 1995, 1997, 2000, 2001), серебряный призёр (1999). Победитель сверхмарафона Пистоя-Абетоне (53 км) 1995, 1996, 1997 гг.

### Тренер
С 1987 года занимается тренерской работой. В 1995 году в возрасте 35 лет стал заслуженным тренером России.
В 2012 году вернулся к спортивной деятельности: физподготовка кисловодских теннисистов и помощь приезжающим в Кисловодск бегунам в проведении сборов и планировании дальнейшей подготовки для любителей и продвинутых спортсменов

#### Воспитанники А. М. Кононова
- Валентина Шатяева — двукратная чемпионка мира (100 км), пятикратный призёр «Комрадса». Победительница марафона в Королеве и ряда других. ЗМС
- Ольга Лапина — чемпионка Европы (100 км), трехкратный призёр международных стартов, многократный призёр России по кроссу и бегу на шоссе среди школьников. МСМК.
- Ирина Петрова — бронзовый призёр чемпионата мира (100 км) в Японии (1994), победительница многих стартов за рубежом. Серебряный призёр ММММ (42 км Москва) и в Королеве. МСМК.
- Лариса Головачева — двукратный призёр России и многократный призёр международных стартов (100 км) МСМК
- Ирина Можарова — в период работы с Кононовым выполнила МСМК (впервые в 37 лет) на чемпионате мира 1995 года по бегу на 100 км. Победила на итальянской сотке дель Пассаторе.
- Антон Николеско — двукратный чемпион России по полумарафону среди юниоров, и чемпион России 1997 года среди взрослых, трижды бежал за сборную России на чемпионатах мира по полумарафону. МС
- Леонид Николеско — выступал за сборную России по горному бегу в 1996 году. КМС[уточнить]
- Олег Руденко — МС по марафону (2:18) показан на чемпионате России в 1996 году в Москве МС.
- Екатерина Богатырева — чемпионка России по кроссу и бегу на шоссе среди юниорок, трижды выступала на чемпионате мира по кроссу, а также на юниорском чемпионате Европы в беге на 10000 м (7 место). КМС
- Сергей Салиенко — выступал за сборную России по горному бегу в 1996 году. КМС
- Ирина Лопаущенкова — выступала за сборную России по горному бегу в 1996 году. КМС
- Данила Кононов — двукратный победитель кубка России по горному бегу, участник чемпионата мира, МС
- Елена Комкова — многократный победитель Кубка России и призёр чемпионата по горному бегу, участник чемпионата мира. МС.
- Куликова Евгения — двукратная чемпионка России по суточному бегу. МС.

### Спортивный обозреватель
После официального завершения тренерской карьеры до 2012 года работал в качестве спортивного обозревателя на московском телеканале «Столица плюс».